# كريس ويلسون (لاعب كرة قاعدة)
كريس ويلسون (بالإنجليزية: Kris Wilson)‏ هو لاعب كرة قاعدة أمريكي، ولد في 6 أغسطس 1976 في واشنطن العاصمة في الولايات المتحدة.

## وصلات خارجية
- كريس ويلسون على موقع دوري كرة القاعدة الرئيسي (الإنجليزية)
- كريس ويلسون على موقع دوري كوريا الجنوبية لكرة القاعدة (الإنجليزية)
- كريس ويلسون على موقعبيزبول رفرنس.كوم (الدوري الرئيسي) (الإنجليزية)
- كريس ويلسون على موقعبيزبول رفرنس.كوم (الدوري الثانوي) (الإنجليزية)
- كريس ويلسون على موقع إي إس بي إن.كوم (أم.أل.بي) (الإنجليزية)
- كريس ويلسون على موقع مشجعي الرسوم البيانية (الإنجليزية)